# Wally Walker
Walter Frederick „Wally” Walker (ur. 18 lipca 1954 w Millersville) – amerykański koszykarz, występujący na pozycji skrzydłowego, dwukrotny mistrz NBA, po zakończeniu kariery sportowej generalny menadżer oraz prezydent klubu Seattle SuperSonics.

## Osiągnięcia
NCAA
- Uczestnik rozgrywek rundy 32 turnieju NCAA (1976)
- Mistrz turnieju konferencji Atlantic Coast (ACC – 1976)
- MVP turnieju konferencji ACC (Everett Case Award – 1976)[2]
- Zaliczony do I składu Academic All-American (1976)
- Drużyna Virginia Cavaliers zastrzegła należący do niego numer 41

NBA
- Mistrz NBA (1977, 1979)[1]
- Wicemistrz NBA (1978)[1]

Włochy
- Mistrz Włoch (1985)

Reprezentacja
- Mistrz Uniwersjady (1973)[3]